# Josef Dolanský
Josef Dolanský (7. ledna 1868 Jičín – 30. listopadu 1943 Brno) byl československý politik, ministr československých vlád a meziválečný poslanec Národního shromáždění republiky Československé za Československou stranu lidovou.

## Biografie
Pocházel z rodiny staročeského poslance a k politice měl vždy blízko. Vystudoval práva a poté pracoval jako koncipient. Krátce poté si v Brně zřídil vlastní právnickou kancelář. Zpočátku působil ve staročeské straně, za kterou byl podle jednoho zdroje již v roce 1906 zvolen do Moravského zemského sněmu, stále více se však sbližoval s křesťanským hnutím, do kterého byl v roce 1913 přijat. V zemských volbách roku 1913 se stal za katolický blok poslancem Moravského zemského sněmu. Zvolen byl za českou kurii venkovských obcí, obvod Brno.
V letech 1918-1920 zasedal v Revolučním národním shromáždění. V parlamentních volbách v roce 1920 se stal poslancem Národního shromáždění a mandát obhájil ve všech následujících volbách, tedy v parlamentních volbách v roce 1925, parlamentních volbách v roce 1929 i parlamentních volbách v roce 1935. Poslanecké křeslo si oficiálně podržel do formálního zrušení parlamentu roku 1939, přičemž krátce předtím ještě v prosinci 1938 přestoupil do nově vzniklé Strany národní jednoty.
Kromě postu poslance zastával i ministerská křesla. Ve vládě Edvarda Beneše a první vládě Antonína Švehly byl ministrem spravedlnosti. V druhé vládě Antonína Švehly ministrem pro zásobování lidu. Ve svém resortu se zasloužil o konsolidaci československých právních poměrů a o zlepšení platů soudců. Patřil vždy k významným spojencům předsedy strany Jana Šrámka a díky svému smyslu pro kompromis zasedal i v koaliční osmičce (za vlády tzv. panské koalice).
Profesí byl advokát. Podle údajů z roku 1935 bydlel v Brně. Pochován je na hřbitově v rodném Jičíně.
Syn Vladimír (1896–1945), který se zapojil do domácího odboje, byl roce 1944 zatčen gestapem. Zahynul v koncentračním táboře Flossenbürg.